# Arc d'Auguste (Suse)
Pour les articles homonymes, voir Arc d'Auguste.
L'arc romain de Suse en Italie fut dédié en 8 av. J.-C. par le roi Marcus Julius Cottius à son protecteur l'empereur Auguste.

## Description

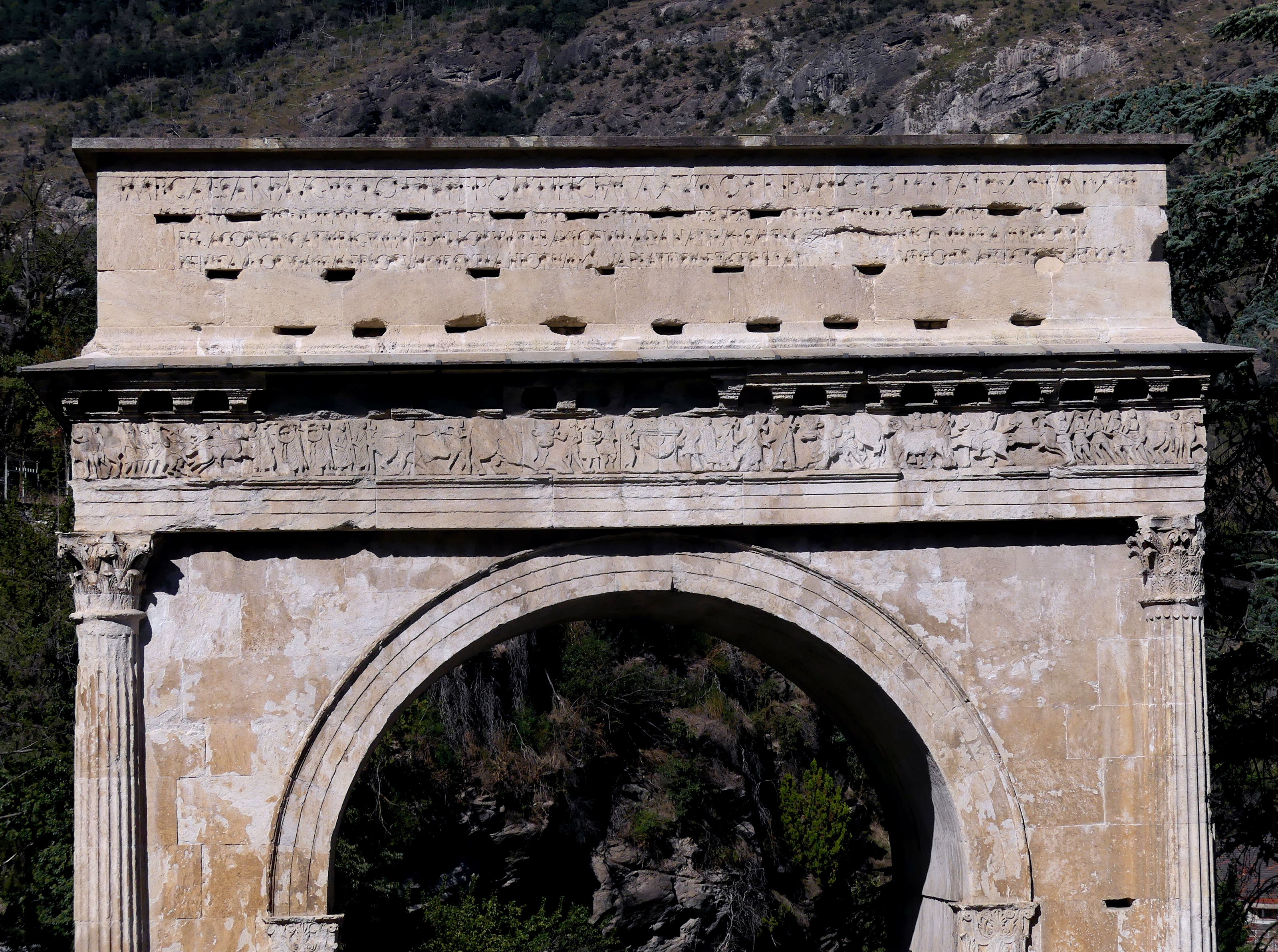
Détails de l'arche.

Il comprend une arcade unique, dont l'archivolte est soutenue par des pilastres. L'entablement repose sur quatre colonnes d'angle engagées. La frise comporte, sur les quatre côtés, un bas-relief. L'attique contient une inscription qui se lit sur les deux faces.
En surface, l'arc forme un rectangle de 11,93 × 7,30 mètres.
La plate-bande inférieure de l'architrave est plus épaisse que la médiane ; et celle-ci, plus épaisse que la supérieure.
La corniche comporte vingt-deux modillons sur chaque face et douze sur chaque côté. Les caissons sont décorés de rosaces.
Les colonnes corinthiennes sont placées aux extrémités des angles, de sorte qu'un quart du fût est noyé dans le monument.

## Inscription
L'inscription est répétée de chaque côté de l'attique, en quatre lignes.
Les lettres de bronze ont disparu. Il n'en subsiste que les lits dans la pierre. Leur hauteur est de 0,23 mètre à la première ligne, qui est la plus haute et concerne l'empereur. Elle n'est que de 0,14 mètre aux trois lignes suivantes.
Le texte, qui se lit encore aisément, est la dédicace suivante :
Ce qui se traduit ainsi :
A l'empereur César Auguste, fils du divin (César), grand pontife, ayant la puissance tribunicienne pour la XVe fois, salué imperator pour la XIIIe fois, M. Julius Cottius, fils du roi Donnus, administrant les communautés qui sont citées ci-après : Ségoviens, Ségusiens, Belaces, Caturiges, Médulles, Tebaves, Adanates, Savincates, Ecdini, Véamini, Venisaniens, Iemerii, Vésubiens, Quariates, et ces peuples qui sont sous son administration firent (cet arc)
Cette dédicace permet de connaître la date précise de l'édifice et le nom des tribus Celto-Ligures du petit royaume de Cottius.